# Бетаїн

Структура бетаїну

Бетаїн (англ. betaine) — первісно — бетаїн (CH3)3N+CH2C(=O)O–, N,N,N-триметиламонійацетат та подібні цвітер-йонні сполуки, похідні інших амінокислот. Розширено — нейтральна молекула, що має зарядо-розділені форми з онієвим атомом, який не містить гідрогенних атомів і не приєднаний до аніонного атома.
Бетаїни не можуть бути представлені без формальних зарядів.
Наприклад, (CH3)3P+CH2S(=O)O–, (Ph)3P+CH2CH2O–.